# Миронич Марія Оверківна
Марія Оверківна Миронич (нар. 18 червня 1902, Іванківці — пом. невідомо) — українська радянська майстриня художнього ткацтва та вишивальниця, заслужений майстер народної творчості УРСР з 1962 року.

## Біографія
Народилася 5 [18] червня 1902 року в селі Іванківцях (нині Прилуцький район Чернігівської області, Україна). У 1919 році закінчила ткацьку школу в селі Дігтярях і протягом 1919—1926 років працювала в Дігтярівській ткацькій майстерні. У 1927—1960 роках в Дігтярях очолювала цех художньої вишивки на фабриці художніх виробів імені 8 Березня. 

## Творчість
Авторка вишивок, а також малюнків, за якими вишивали рушники, жіночі блузки, чоловічі та жіночі сорочки, скатерті. 
Її вироби експонувалися на республіканських, всесоюзних та міжнародних виставках.